# یغیازار فاراشیان
یغیازار فاراشیان (ارمنی: Եղիազար Ֆարաշյան؛ بلاروسی: Ягіазар (or Егіязар) Фарашян; زادهٔ ۲ نوامبر ۱۹۸۸) یک خواننده اهل ارمنستان-بلاروس است. وی از سال ۲۰۰۵ میلادی تاکنون مشغول فعالیت بوده‌است. به همراه گروه پاپ ۳+۲ نماینده کشور بلاروس در مسابقه آواز یوروویژن ۲۰۱۰ بود.